# Arbeidswet (Nederland)
De arbeidswet is de eerste wet op het gebied van de regelgeving rondom het begrip arbeid in Nederland.
Het geeft de algemene bepalingen ten aanzien van de arbeidsduur, de werk- en rusttijden en de bijzondere verlof en/of feestdagen. De wet biedt ook de bescherming aan bepaalde groepen werknemers, zoals de jeugdigen, ouderen en zwangeren. Zo is de oudste wet rondom arbeid, het verbod van kinderarbeid, hierin opgenomen. De eerste droeg de naam Arbeidswet 1889, die werd later herzien en kreeg de naam Arbeidswet 1919. De wet is – in actuele versie - thans bekend onder de Arbeidswet 2000 BES.

## Voorgeschiedenis
Als gevolg van de industrialisatie, de bevolkingsgroei en de trek naar de grotere steden – daar was immers werkgelegenheid - ontstond er een bepaald maatschappelijk probleem rondom de inzet van arbeiders of werklieden. Dat werd onder meer veroorzaakt door de slechte werk- en woonomstandigheden, zoals angst voor werkloosheid, ziekte en pijn en de daarmee samenhangende arbeidsongevallen. Voor land- en fabrieksarbeiders, zowel mannen, vrouwen en kinderen, waren bijvoorbeeld werkdagen van twaalf uur geen uitzondering. Soms bleef de arbeid beperkt tot bepaalde seizoenen, zoals aardappelen rooien, wat veel onzekerheid bracht voor de rest van het jaar. 
Ook waren er werklieden die in hun woning werkten met het hele gezin, zoals tabak strippen of erwten bewerken, wat zich ontwikkelde als huisarbeid. Als gevolg daarvan werden er lokalen geplaatst, zodat men niet meer thuis - in hun krot - of kelderwoning- hoefden te werken. Verschillende arbeiders werden bij elkaar geplaatst om geheel of ten dele dezelfde arbeid te verrichten. Wat de een wel kon tillen, lukte de ander nauwelijks, het bij elkaar plaatsen van arbeiders leidde tot een nieuwe werkomgeving waarbij alleen maar aandacht was voor de productiviteit van de arbeider.
Door de opkomst van elektriciteit en stoommachines werden in die lokalen de eerste machines geplaatst, waardoor de eerste fabrieken ontstonden. Het lawaai nam enorm toe en rusttijden werden beperkt voor het nuttigen van voedsel en de gang naar de toilet. Kortom, allemaal slechte omstandigheden waarbij weinig of geen sprake was bescherming voor de arbeider als kind, als man of vrouw, er was totaal geen aandacht voor de werkende mens. Vooral de arbeid door kinderen werd opvallend zichtbaar door de opkomst van de aandacht voor het kind vanuit de geneeskunde en het onderwijs. 

### Kinderwet
Op initiatief van Samuel van Houten moest de Kinderwet van 1874 hier verbetering in brengen. De wet, geïnitieerd door het liberale kamerlid Van Houten, verbiedt fabrieksarbeid voor kinderen onder de twaalf. Zij mogen nog wel thuis en op het veld werken. Oudere kinderen zijn daarmee niet aan werken ontsnapt. 
De controle op de naleving van die Kinderwet was gebrekkig, zodat kinderarbeid in de praktijk nog lang bleef bestaan. De bouw van de scholen en de invoering van de leerplicht in 1901 bracht hier zichtbaar verbetering in. Door de zware arbeid, inademing van giftige dampen en werken bij extreme temperaturen werden veel arbeiders niet ouder dan dertig jaar.

### Parlementaire enquête
De naleving van de allereerste sociale wet, de voornoemde Kinderwet van 1874, werd in beperkte mate opgevolgd. Dat leidde ertoe dat er door de volksvertegenwoordiging uitvoerige discussies werden gevoerd over de bemoeienis van de overheid met betrekking tot de arbeid. Daarbij kwam ook het recht van de volksvertegenwoordiging naar voren om een parlementaire enquête te houden. Dit leidde dan uiteindelijk  tot de opdracht voor de uitvoering van een parlementaire enquête naar de toestand in fabrieken en werkplaatsen in 1886/87. Een van de vragen in die enquête luidde: "Hoe is de toestand van fabrieken en werkplaatsen hier te lande, met het oog op veiligheid, gezondheid en het welzijn der werklieden?".

## Wet- en regelgeving
Bovenstaande enquête was uiteindelijk mede de aanzet tot de Veiligheidswet 1895 en de Arbeidswet 1889. Deze eerste Arbeidswet werd in 1911 door de praktijkervaring geheel herzien, mede op aandringen voor de dan opkomende vakbonden. Daarin wordt onder meer vastgesteld dat men niet langer mocht werken dan tien uur per dag en maximaal 58 uur per week. 
Acht jaar later werd de Arbeidswet opnieuw geheel herzien, ingaande van 1919, onder de naam Arbeidswet 1919. Bij die wijzigingen werden vooral de werk- en rusttijden nader beschreven. Vanaf die tijd mochten jeugdigen onder 18 jaar en vrouwen niet meer op de zondag werken. Ook werd daarin geregeld dat er op de zaterdagmiddag ná 13.00 uur een verbod kwam op reguliere arbeid, de zogenoemde vrije zaterdagmiddag. 
Het Arbeidsbesluit 1919 bevatte veel meer beperkingen ter bescherming van bepaalde groepen. In de periode die daar op volgde, kwam ook het Werktijdenbesluit voor winkels (1932) tot stand, later gevolgd door het Werktijdenbesluit voor fabrieken en werkplaatsen (1936) en het Werktijdenbesluit voor kantoren (1937). In deze Werktijdenbesluiten kwam dan ook een regeling voor overwerken.

## Wetswijzigingen en besluiten
In de jaren daarna werd de wet- en regelgeving ook steeds aangepast, waarbij de wijzigingen bij Koninklijk Besluit werden vastgesteld en gepubliceerd in het Staatsblad. Die aanpassingen belemmeren dan wel weer - in die tijd - een juiste toepassing van de wet. Om die reden ontstonden er schriftelijke boekwerken waarin de artikelen nader werden toegelicht door een - vaak juridisch geschoolde - schrijver. 
In de jaren die daar op volgden ontstonden nog veel meer wetten en regelgeving op het gebied van de arbeid, zoals de Fosforluciferwet van 1901, de Caissonwet van 1905 en de Steenhouwerswet van 1911. Naast de voornoemde wetgeving - en dat geldt voor alle wetten - zijn er ook meer gedetailleerde beschrijvingen van een wet, vastgelegd in een Besluit. Dat besluit draagt dan dezelfde naam als de wet die erin beschreven wordt. Zo is de Arbeidswet nader beschreven in het Arbeidsbesluit.